# 法兰西艺术院
法兰西艺术院（法語：Académie des Beaux-Arts）是法兰西学会5个院之一，是法国艺术界的权威机构。
法兰西艺术院创建于1803年，是由三个院合并而成的，包括1648年创建的“法兰西绘画雕塑院”；1669年创建的“法兰西音乐院”和1671年创建的“法兰西建筑院”。

## 院士
法兰西艺术院的院士一共分为八组：第一组绘画；第二组雕塑；第三组建筑；第四组雕版；第五组音乐作曲；第六组独立（自由）成员；第七组电影和声像艺术；第八組攝影；第九組动作编排。
原来第一组最重要，有14名终身院士，历史上著名的画家如：安格尔、莫罗、德拉罗什、德拉克罗瓦等都曾是艺术院的院士，当然也有许多死后声名大振的画家当年并没有被选入艺术院。但现代由于其他艺术的发展，根据1967年8月23日的67-778号决议，将绘画组的名额减为12名，刪去第3席與第14席；后来又根据1987年6月16日的决议，第12席轉讓給了第七組。1998年，第1席也轉讓給了第七組。现在只有10名终身院士，其中两名为华裔：朱德群和赵无极。
法兰西艺术院的院士和法兰西学院的院士一样，有一件墨绿色金线绣花的燕尾服，没有佩剑，但有一个金色的小权杖。